# Lijst van beelden in de gemeente Nijkerk
Dit is een (onvolledige) chronologische lijst van beelden in de gemeente Nijkerk. Onder een beeld wordt hier verstaan elk driedimensionaal kunstwerk  in de openbare ruimte van de Nederlandse gemeente Nijkerk, waarbij beeld wordt gebruikt als verzamelbegrip voor sculpturen, standbeelden, installaties, gedenktekens en overige beeldhouwwerken.
| Geplaatst | Omschrijving                                                                         | Kunstenaar                                   | Straat                                                                          | Plaats        | Materiaal             | Afbeelding |
| --------- | ------------------------------------------------------------------------------------ | -------------------------------------------- | ------------------------------------------------------------------------------- | ------------- | --------------------- | ---------- |
| 1946      | Walter Strang memorial                                                               |                                              | Park Weldam                                                                     | Hoevelaken    |                       |            |
| 1971      | De Volmaakte Mens                                                                    | Gerard Overeem                               | gevel van het voormalig gemeentehuis aan het Van Aalstplein                     | Hoevelaken    |                       |            |
|           | Wapen van Hoevelaken                                                                 |                                              | gevel van het voormalig gemeentehuis aan het Van Aalstplein                     | Hoevelaken    |                       |            |
| 1954      | Sculptuur ter ere van opening gemeentehuis van de destijdse gemeente Hoevelaken      |                                              | Van Aalstplein                                                                  | Hoevelaken    |                       |            |
|           | De Texelaar                                                                          |                                              | Westerdorpsstraat, gebouw van Stimuleringsfonds Volkshuisvesting                | Hoevelaken    |                       |            |
| 1949      | Monument 1940-1945                                                                   | Nicolaas van der Kreek                       | Van Reenenpark                                                                  | Nijkerk       |                       |            |
| 1969      | Jeugdige krachtmeting, symboliseert de groei van de stad                             | Inka Klinckhard                              | Van Reenenpark, tegenover NS-station                                            | Nijkerk       |                       |            |
| 1975      | De Vier Heemskinderen                                                                | Gerard Overeem                               | Torenstraat voor de kerk                                                        | Nijkerk       |                       |            |
| 1981      | Handelende Boeren met koeien, ook: Boerenmaandag(beel) .                             | Julia van Verschuer                          | Plein van Nijkerk Tot 1980 werd een veemarkt gehouden op het Plein voor de Waag | Nijkerk       | brons                 |            |
| 1981      | De Supportster                                                                       | Marijke Ravenswaaij-Deege                    | Sporthal Watergoorweg 44                                                        | Nijkerk       |                       |            |
| 2008      | Zonder titel (gereedschap) ontworpen door Arnold van de Escherd en Joey van Twillert | Wouter Bouwman                               | Wallerstraat                                                                    | Nijkerk       |                       |            |
|           | Indisch monument, voor in Nederlands-Indië gesneuvelde Nijkerkers                    |                                              | Van Reenenpark                                                                  | Nijkerk       |                       |            |
| 2002      | Joods monument                                                                       | Marga Vogel                                  | hoek Bruins Slotlaan/Vetkamp                                                    | Nijkerk       |                       |            |
| 2012      | De Terrassen                                                                         | Jan-Carel Koster                             | Corlaerpad                                                                      | Nijkerk       |                       |            |
| 2015      | Recht op de wind                                                                     | Alice Helenklaken                            | Molenplein                                                                      | Nijkerk       |                       |            |
| 2015      | Eieren                                                                               | Alice Helenklaken                            | Molenplein                                                                      | Nijkerk       |                       |            |
| 2015      | Zes eeuwen stad Nijkerk                                                              | Jan-Carel Koster                             | Frieswijkstraat                                                                 | Nijkerk       | marmer, Alicante Rojo |            |
| 2019      | Poëziebank, Binnenstadsbank                                                          | Linda Verkaaik, gedicht van Bert Jurling     | Plein                                                                           | Nijkerk       | metaal                |            |
|           | Gedenkboom voor het ongeboren kind                                                   |                                              | begraafplaats Frieswijkstraat 54                                                | Nijkerk       |                       |            |
|           | Gedenkboom voor het ongeboren kind                                                   |                                              | begraafplaats Kerkepad 1,                                                       | Hoevelaken    |                       |            |
| 2022      | Gedenkboom voor het ongeboren kind                                                   |                                              | begraafplaats Van Dijkhuizenstraat 58b                                          | Nijkerkerveen |                       |            |
| 2022      | Vrijheid vanuit liefde                                                               | Jan-Carel Koster                             | Dorpsplein                                                                      | Nijkerkerveen | diabaas               |            |
| 2022      | Tunnelgedicht                                                                        | Jan Carel Koster en gedicht Henriette Hofman | Arkemheenweg/spoorlijn                                                          | Nijkerk       | gebeiteld in steen    |            |
| 2022      | Handen omhoog                                                                        | Linda Verkaaik met gedicht Bert Jurling      | begraafplaats Nijkerk                                                           | Nijkerk       | steen                 |            |